# Guðbrandur Þorláksson
Guðbrandur Þorláksson o Gudbrandur Thorlaksson (1541 – Hólar, 20 luglio 1627) è stato un cartografo, vescovo luterano e matematico islandese.

## Biografia
Studiò alla scuola episcopale di Hólar e all'Università di Copenaghen, e successivamente fu rettore della scuola di Skálholt, ministro a Breiðabólstaður e vescovo di Hólar, dal 1571 fino alla sua morte avvenuta il 20 luglio del 1627.

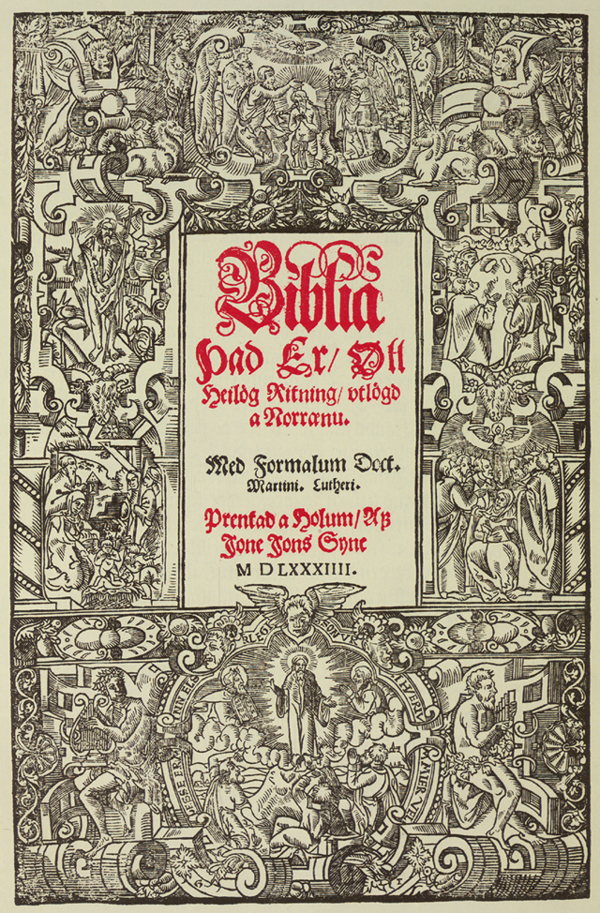
Guðbrandur pubblicò la prima traduzione completa in islandese della Bibbia nel 1584.

Editò e pubblicò almeno 80 libri mentre era vescovo, inclusa la prima traduzione completa della Bibbia in islandese nel 1584 e il Libro di legge Islandese o codice legale. È anche noto per aver disegnato la prima buona mappa dell'Islanda nel 1590.
Ebbe almeno una figlia, di nome Steinunn, nata nel 1571 da Guðrún Gísladóttir.
Compare sulla banconota islandese da 50 Króna.